# 世界末日症候群
《世界末日症候群》是Arc System Works出品的一款恋爱冒险游戏，于2018年8月30日在PlayStation 4、PlayStation Vita、任天堂Switch平台推出。
2017年10月26日，Arc System Works宣布恋爱文字冒险游戏《World End Syndrome》，预定2018年登录PlayStation 4、PlayStation Vita和任天堂Switch平台。

## 主要登场角色
- 楠瀬舞美(くすのせまいみ)　配音：東城日沙子
- 甘奈未海(あまなみう)　配音：井澤詩織